# 幸せな夫婦 (レイステルの絵画)
『幸せな夫婦』（しあわせなふうふ、仏: La Joyeuse Compagnie、英: The Merry Company）は、17世紀オランダ黄金時代の女性画家ユディト・レイステルが1630年に板上に油彩で制作した絵画である。「J. Ly 1630」という画家の署名と制作年が記されている。1893年までは、同時代の画家フランス・ハルスの作品であると考えられていた。1914年にバジール・ド・シュリシュタン (Basile de Schlichting) 男爵から遺贈されて以来、パリのルーヴル美術館に所蔵されている。

## 作品
レイステルは当時から傑出した才能を評価され、1633年にアムステルダムの画家組合にわずか2人目の女性画家として入会を認められている。バロック期の女性画家は数も少なく、その大半が肖像画や花の静物画のみの制作にとどまったが、レイステルは風俗画のような「男の主題」も手掛けた。
本作の画面では、頬を紅潮させた男と女がテーブルに着いている。男は気安く椅子にもたれ、自身のヴァイオリンに合わせて歌い、女は男の健康を祝して乾杯しようとワイングラスを掲げたところである。サテンの質感のある衣服、ほぼ透明なグラス、酒宴の席で輝く2人の顔が見事に描き出され、情景は光彩を放っている。
この風俗的場面には、放蕩息子が売春婦と付き合うという「ルカによる福音書」 (15章11-32) の寓話が暗示されているとも考えられ、ワインの摂取、音楽、性愛行為の危険性を警告しているのかもしれない。1630年に描かれた本作はフランス・ハルスの生気に満ちた作風を想起させるが、レイステルが1636年に結婚することになるヤン・ミーンセ・モレナールからも強い影響を受けている。　